# 小宮久美子
小宮 久美子（こみや くみこ、1957年〈昭和32年〉12月21日 - ）は、日本の女優。新潟県南魚沼市出身。無名塾、株式会社仕事所属。身長162cm。

## 人物・略歴
妹と弟がいる。珠算1級の資格を所有。
明治学院大学卒業。
1982年、無名塾に入塾（6期生）。
テレビドラマでの代表作は『ロマンス』。

## 出演

### テレビドラマ
- 樅の木は残った（1983年 フジテレビ、時代劇スペシャル）
- ロマンス（1984年　NHK、連続テレビ小説） - 加治山（大倉）さよ 役
- スーパーポリス（1985年　TBS）
- 西村京太郎トラベルミステリー17 山陽・東海道殺人ルート（1990年1月13日　テレビ朝日、土曜ワイド劇場）
- さすらい刑事旅情編VI 第11話「室蘭本線の女・レイプの記憶」（1993年12月29日、テレビ朝日）
- 流れ板七人 第5話「花嫁の父のカレーライス」（1997年2月13日　テレビ朝日）
- 松本清張スペシャル 霧の旗（1997年9月12日　フジテレビ、金曜エンタテイメント）
- HOTEL（TBS）
  - 第4シリーズ　第15話（1995年）
  - 第5シリーズ（1998年　TBS）
- 女と愛とミステリー 嘱託刑事・小山田昭平「旅路の果て」（2001年、テレビ東京） - 小山田康子 役
- ホカベン 第8話（2008年6月4日　日本テレビ）
- 相棒
  - season7 第14話「男装の麗人」（2009年2月11日　テレビ朝日） - 山際昌子 役
  - season17 第17話「倫敦からの刺客」（2019年） - 窪田仁美 役
  - season20 第14話「ディアボロス」（2022年） - 尾崎敏子 役
- 水戸黄門 第40部 第18話「鬼の継母と意地悪姉妹 -大垣-」（2009年12月7日、TBS） - お久 役
- 新・警視庁捜査一課9係 Season2 第10話「高層の死角」（2010年9月1日　テレビ朝日）
- 多摩南署たたき上げ刑事・近松丙吉11 雨に迷う死者（2013年8月21日　テレビ東京、水曜ミステリー9） - 滝本芳子 役
- 剣客商売 陽炎の男（2015年9月11日、フジテレビ、金曜プレミアム） - 松江 役

### 映画
- の・ようなもの（1980年) - 志ん菜の姉 役
- トリナクリア PORSCH959（1987年）
- SP 野望篇（2010年）

### 舞台
無名塾の公演に多数出演
客演
- カッコーの巣の上を（1999年　劇団夜想会）

### CM
- 大阪ガス
- 四谷学院
- J-phone
- 旭化成ヘーベルハウス